# Louverval Military Cemetery
Pour un article plus général, voir Sites funéraires et mémoriels de la Première Guerre mondiale (Front Ouest).
Le cimetière « Louverval Military Cemetery, Doignies » est un cimetière militaire de la Première Guerre mondiale situé sur le territoire de la commune de Doignies (Nord).

## Localisation
Le cimetière de Louvernal est situé à 3 km au nord du village sur la D930 reliant Bapaume à Cambrai, à l'intersection de la route conduisant au hameau de Louvernal, juste à côté du Mémorial de Louverval.

## Historique
Le secteur fut occupé par les Allemands dès fin août 1914 et resta loin du front jusqu'en avril 1917. Le château de Louverval fut pris à l’aube le 2 avril 1917 par le 56e bataillon d’infanterie d’Australie et repris en septembre suivant. Ce cimetière a été commencé en avril et décembre 1917. À côté du cimetière, se trouve le Mémorial de Cambrai, qui commémore plus de 7 000 soldats du Royaume-Uni et d'Afrique du Sud, morts dans la bataille de Cambrai en novembre et décembre 1917 et dont les tombes ne sont pas connues. Sir Douglas Haig a décrit l'objet des opérations de Cambrai comme un succès local par une attaque soudaine à un point où l'ennemi ne s'y attendait pas et, dans une certaine mesure, ils ont réussi. La méthode d'assaut proposée était nouvelle, sans bombardement d'artillerie préliminaire. Au lieu de cela, les chars seraient utilisés pour percer le fil allemand, avec l'infanterie à la suite de barrages de fumée. L'attaque a commencé tôt le matin du 20 novembre 1917 et les premiers progrès ont été remarquables. Cependant, avant le 22 novembre, un arrêt a été demandé pour le repos et la réorganisation, permettant aux Allemands de se renforcer. Du 23 au 28 novembre, les combats se sont concentrés presque entièrement autour de Bourlon Wood et, le 29 novembre, il était clair que les Allemands étaient prêts pour une contre-attaque majeure. Pendant les combats acharnés des cinq prochains jours, une grande partie du terrain gagné au cours des premiers jours de l’attaque a été perdue. Pour les Alliés, les résultats de la bataille ont finalement été décevants, mais de précieuses leçons ont été tirées au sujet de nouvelles stratégies et d’approches tactiques au combat. Les Allemands avaient également découvert que leurs lignes de défense fixes, aussi bien préparées soient-elles, étaient vulnérables.

## Caractéristique
Ce cimetière comprend 124 tombes de soldats du Commonwealth dont 6 ne sont pas identifiés.

## Galerie

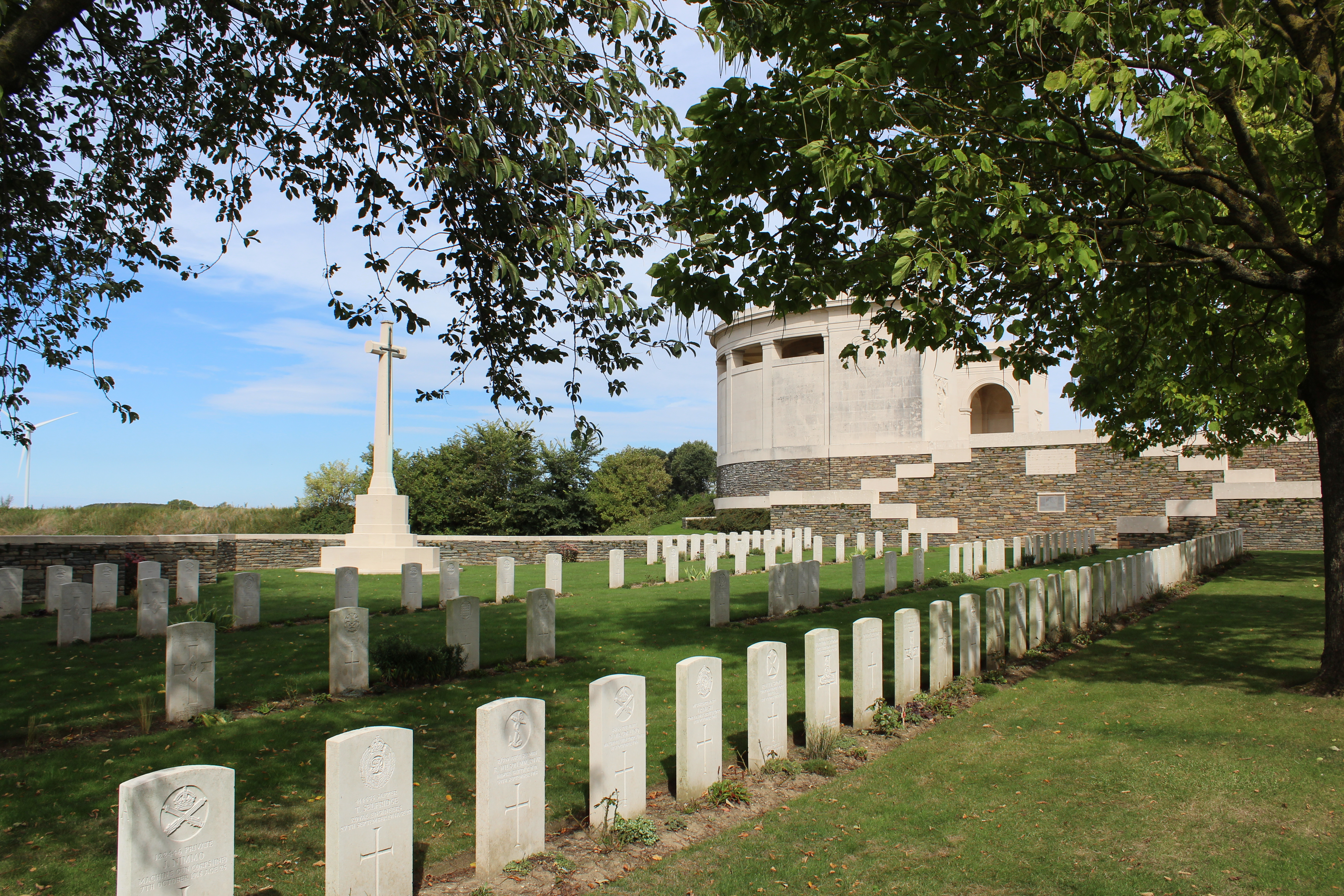
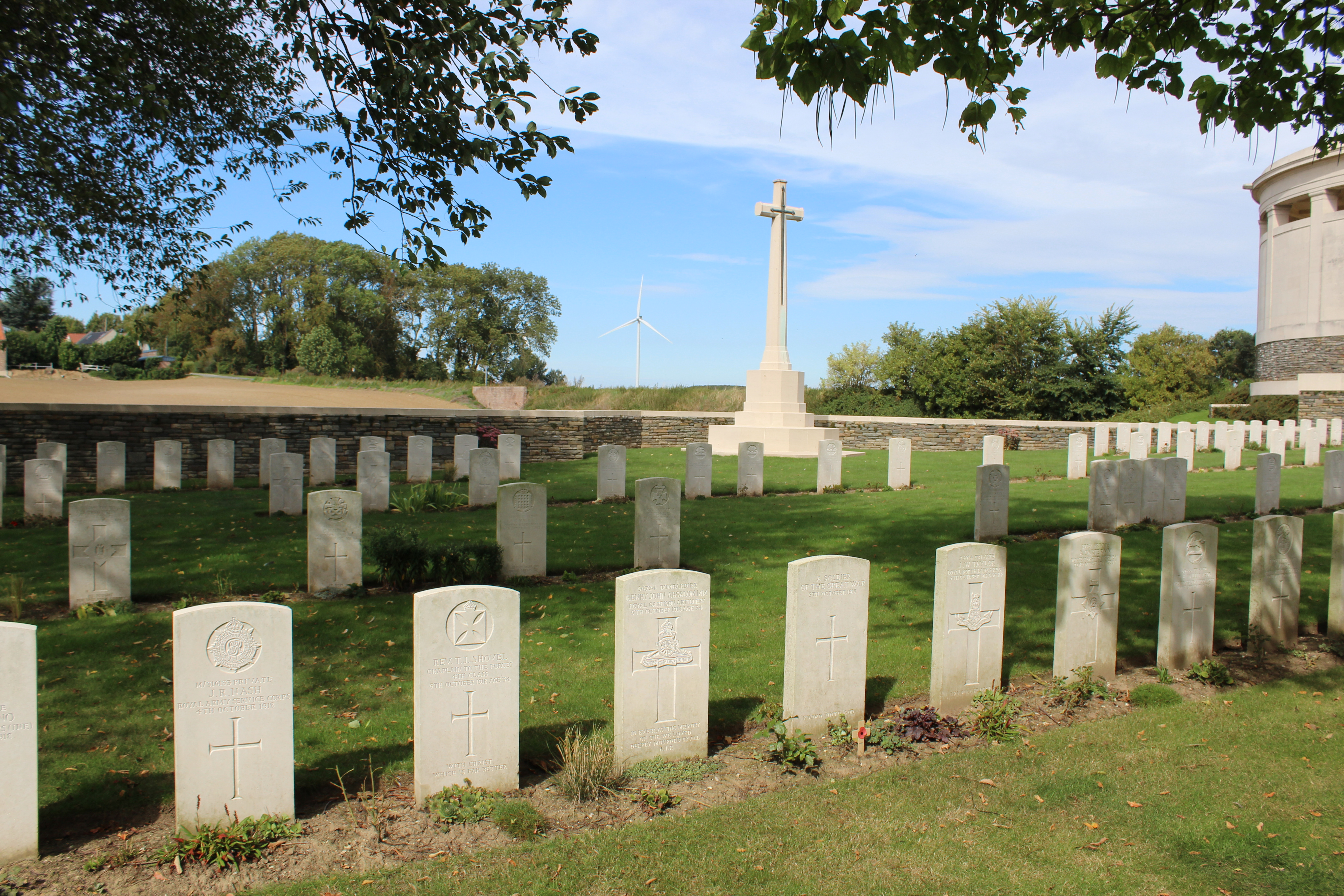
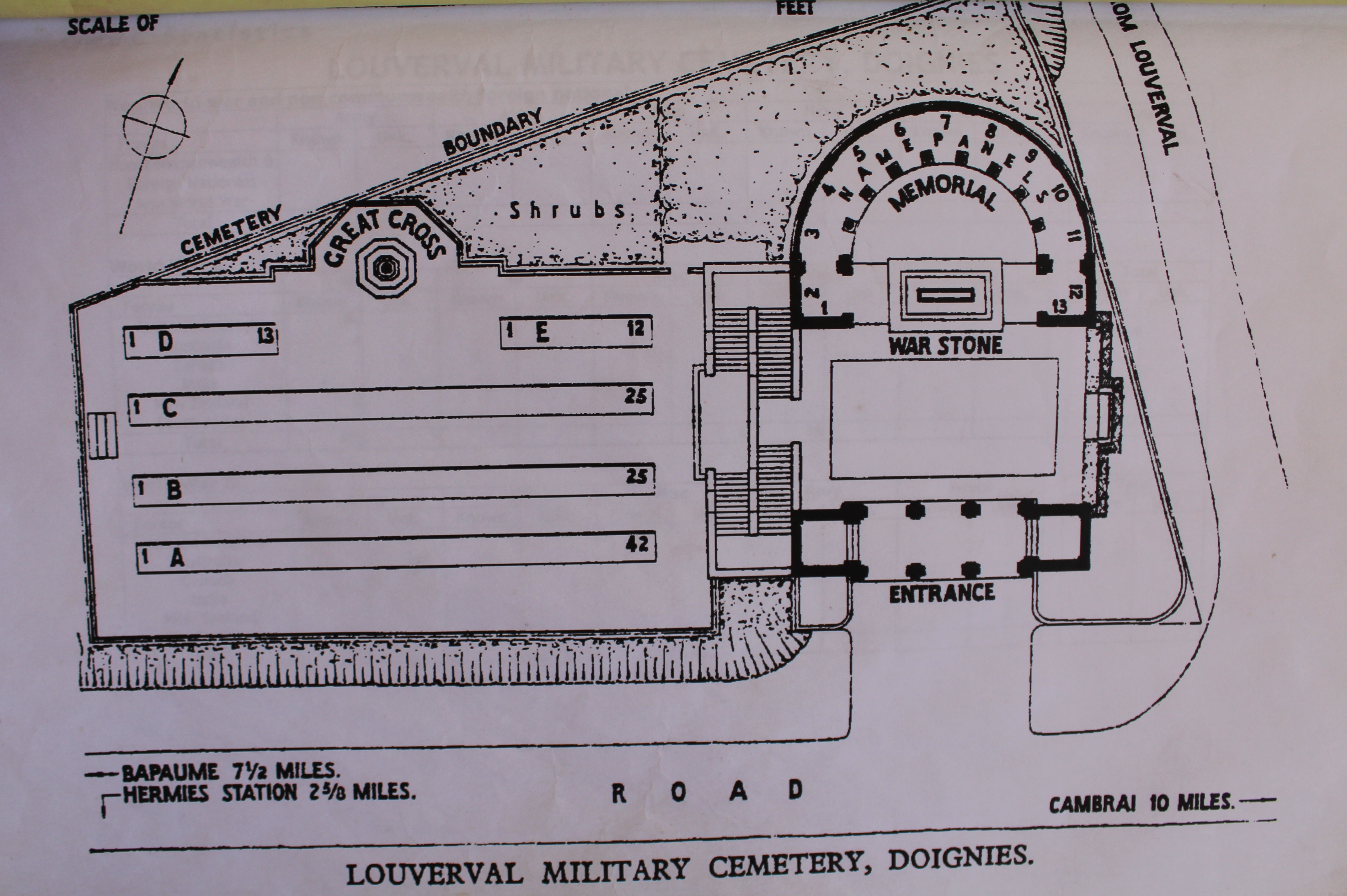
Plan du cimetière et du mémorial.

## Sépultures
| Pays             | Sépultures |
| ---------------- | ---------- |
| Royaume-Uni      | 118        |
| Australie        | 4          |
| Nouvelle-Zélande | 2          |
| Total            | 124        |

## Pour approfondir